# Soja Jovanović
Soja Jovanović (Соја Јовановић; też jako: Sofija Jovanović ur. 1 lutego 1922 w Belgradzie, zm. 22 kwietnia 2002 tamże) – jugosłowiańska i serbska reżyserka filmowa i teatralna.

## Życiorys
Pochodziła z rodziny o tradycjach artystycznych – była wnuczką malarza Paji Jovanovicia. Ukończyła studia na Wydziale Teatralnym Akademii Muzycznej w Belgradzie. Była jedną z założycielek Teatru Dramatycznego w Belgradzie. W roli reżysera teatralnego zadebiutowała w 1948 spektaklem Sumnjivo lice na podstawie sztuki Branislava Nušicia. Spektakl otrzymał nagrodę na festiwalu szkół teatralnych w Jugosławii.
Debiutem Soji Jovanović w roli reżysera filmowego był film Sumnjivo lice, zrealizowany w 1954 wspólnie z Predragiem Dinuloviciem. Byłą pierwszą w dziejach Serbii kobietą zajmującą się reżyserią filmową. W 1957 wyreżyserowała film Pop Ćira i pop Spira, pierwszy w historii jugosłowiańskiej kinematografii zrealizowany w kolorze. Jovanović otrzymała za ten film Złotą Arenę dla najlepszego reżysera na festiwalu w Puli w roku 1957.
W jej dorobku reżyserskim znalazło się 8 filmów fabularnych, a także filmy telewizyjne i spektakle radiowe. Prowadziła wykłady dla studentów Akademii Teatralnej w Belgradzie. W 1982 przeszła na emeryturę.

## Wybrana filmografia

### Reżyseria
- 1954: Sumnjivo lice
- 1957: Pop Ćira i pop Spira
- 1960: Diližansa snova
- 1962: Dr
- 1964: Put oko sveta
- 1966: Orlovi rano lete
- 1968: Pusti snovi
- 1969: Silom otac